# Асон-Агуэра (комарка)

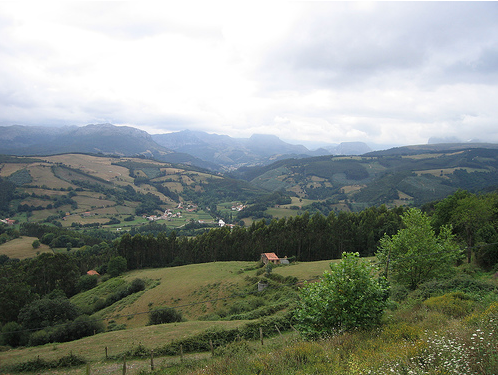

Асон-Агуэра (исп. Comarca de Asón-Agüera)  — район (комарка) в Испании, входит в провинцию Кантабрия в составе автономного сообщества Кантабрия.

## Муниципалитеты
1. Ампуэро
2. Арредондо
3. Гурьесо
4. Лимпиас
5. Рамалес-де-ла-Викториа
6. Расинес
7. Руэсга
8. Соба (Кантабрия)
9. Валье-де-Вильяверде